# Pink’s Hot Dogs

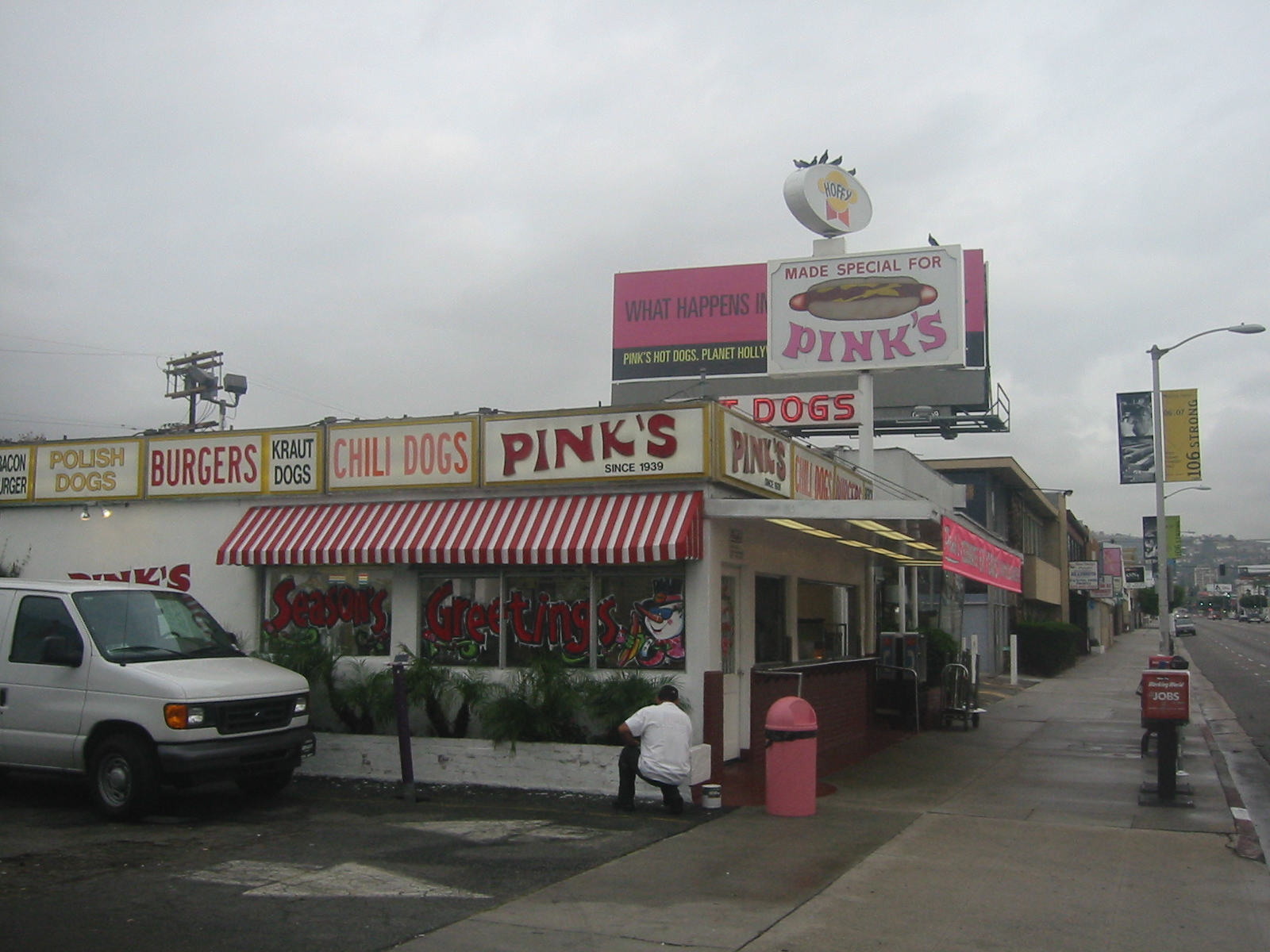
Pink’s Hot Dogs

Pink’s Hot Dogs ist ein sehr bekanntes Hotdog-Restaurant in Hollywood, Los Angeles. Das Restaurant wurde von Paul und Betty Pink 1939 zunächst als fahrbarer Hotdog-Stand gegründet.
Pink’s ist vor allem dafür berühmt, dass dort viele Hollywood-Stars und -Sternchen einkehren. An den Wänden hängen dutzende Fotos von Berühmtheiten, die dort bereits gespeist haben.
Bekannt wurde Pink’s auch durch die TV-Show Jackass (2000–2002), als Brad Pitt „entführt“ wurde, als er in der Warteschlange vor dem Restaurant stand.
Im Film Auf der Suche nach dem goldenen Kind ist das Restaurant ebenfalls in einer kurzen Szene zu sehen.